# 尤尼斯·桑博恩
尤尼斯·桑博恩 （1896年7月20日—2011年1月31日）是一名美國超級人瑞。2011年去世前曾是僅次於瑪利亞·高梅斯·瓦琳廷的在世第二年長者。2010年4月6日，涅瓦·莫里斯去世，尤尼斯以113岁260天之齡成為美國經認證的最年長者。
然而，尤尼斯的家人卻聲稱美國人口調查局（United States Census Bureau）錯誤地記錄尤尼斯的出生年份，她的出生日期應為1895年7月20日，比官方紀錄還要多一歲。換言之，尤尼斯的家人認為她是以115歲之齡去世。

## 生平
尤尼斯·桑博恩出身自路易斯安那州卡爾克蘇縣查爾斯湖，本名為尤尼斯·艾倫·里昂斯（英語：Eunice Allen Lyons），為德國裔父親奧古斯都·里昂斯與愛爾蘭裔母親瓦里納·里昂斯所生。尤尼斯於1913年11月首次結婚，丈夫為喬·歐查齊，但他於1928年因意外而去世。1937年，她與第二任丈夫韋斯利·加勒特移居到德克薩斯州，後來兩人成立「愛情守望台」（Love's Lookout），並同時在切羅基縣興建了一座混凝土水池。之後由女兒多羅茜（1916年－2005年）和其第二任丈夫打理這個生意，並持續了一段長時間。自韋斯利死後，尤尼斯改嫁格蘭特·桑博恩，但格蘭特於1979年去世。此後，尤尼斯定居於傑克遜維爾，直到她去世。其實，尤尼斯一直可以留在家中居住，是因為得到了老友大衛·弗倫奇及其妻子雷納為她提供24小時照顧，而大衛在尤尼斯5歲之時就已經結識她。
雖然她從來不在家門以外工作，但她一生為社區活動奔波，還在醫院做義工。她是傑克遜維爾第一浸信會一位活躍成員，多年來在教會合唱團內作獻唱在一次訪問中，她被問及一生之中有甚麼事情是最重要，她就回應：「如果你有主耶穌，就不需要任何東西。」。

## 外部連結
- 金氏世界紀錄大全® 確認新最年長者，金氏世界紀錄大全網誌，2010年11月5日
- 最老美國人來自德克薩斯州東部，泰勒上午電報，2010年4月7日
- A century in the making （页面存档备份，存于），傑克遜維爾日報，2010年4月7日
- 美國最老女人居於傑克遜維爾，CBS19新聞，2010年4月7日
- The Old Coot 網誌 （页面存档备份，存于）
- 浸信會進展報[永久]，2007年8月號

| 前任者： 涅瓦·莫里斯 | 美国最年長者 · 2010年4月6日－2011年1月31日 | 繼任者： 貝斯·庫珀 |